# Euneomyini
Euneomyini – plemię ssaków z podrodziny bawełniaków (Sigmodontinae) w obrębie rodziny chomikowatych (Cricetidae).

## Zasięg występowania
Plemię obejmuje gatunki występujące w Ameryce Południowej.

## Podział systematyczny
Do plemienia należą następujące rodzaje:
- Neotomys O. Thomas, 1894 – mokradłowiec – jedynym przedstawicielem jest Neotomys ebriosus O. Thomas, 1894 – mokradłowiec andyjski
- Euneomys Coues, 1874 – szynszylomyszor
- Irenomys O. Thomas, 1919 – irenka – jedynym przedstawicielem jest Irenomys tarsalis (R.A. Philippi, 1900) – irenka andyjska